# Новое вино

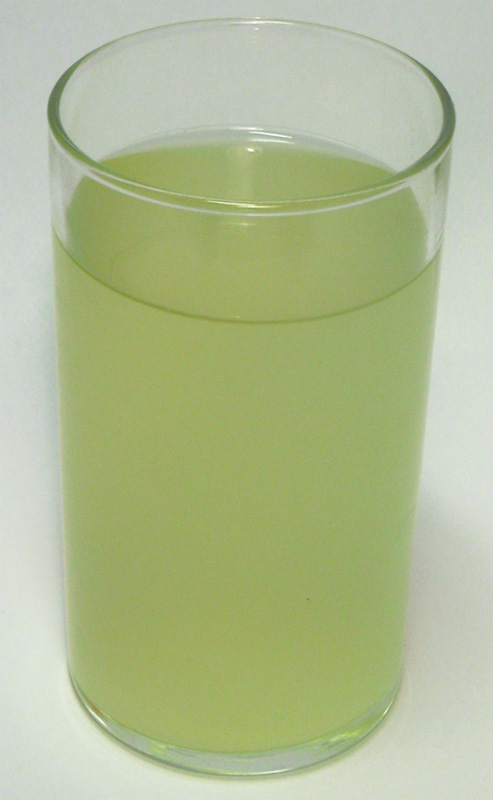
Белое новое вино (федервайсер)

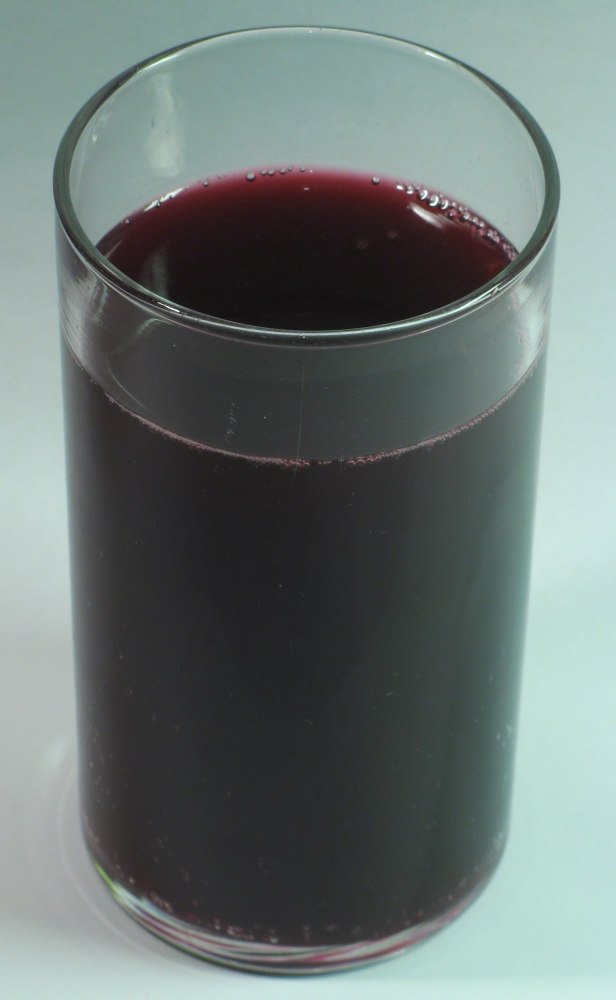
Красное новое вино (федерротер)

Новое вино — алкогольный напиток, представляющий собой виноградное сусло, начавшее бродить, но ещё не являющееся готовым вином. Не путать с молодым вином. Локальные названия: в Германии — федервайсер (нем. Federweißer), в Австрии — штурм (нем. Sturm), в Люксембурге — фьэдрвайссэн (люкс. Fiederwäissen), в Сербии — шира, в Чехии — бурчак (чеш. Burčák), в Словакии — бурчьяк (словац. Burčiak), в Молдавии — тулбурел (рум. Tulburel)
Новое вино имеет сладковатый вкус. Из-за активного брожения в нём регулярно повышается содержание алкоголя (примерно от 4 % до 11 %) и напиток становится менее сладким, так как сахар перерабатывается в алкоголь. Вследствие этого, новое вино хранится только в течение нескольких дней. Как правило, его покупают и хранят в пластиковых сосудах с неплотно закрытой крышкой (иначе они могут взорваться из-за брожения). Также продаётся в бутылках с негерметично закручивающейся крышкой — такие бутылки можно транспортировать и хранить только в вертикальном положении.
Как и среди готовых вин, различают три основных варианта нового вина: наиболее распространённое — белое, розовое (нем. Schilchersturm) и красное (нем. Federroter). Изготовляется в первую очередь из ранних сортов винограда, потому основным сезоном является ранняя осень (сентябрь и октябрь). Содержит дрожжи, молочную кислоту, угольную кислоту (газ), и большое количество витаминов группы B.

## Употребление
Напиток популярен в винодельческих регионах Европы, продаётся как в бутылках, так и на розлив на многочисленных региональных рынках и крестьянских стендах. Употребляется обычно с тяжёлыми, сытными блюдами (в качестве закуски), так как сладкий фруктовый вкус позволяет распивать в больших количествах, со всеми вытекающими последствиями для желудочно-кишечного тракта. Среди традиционных блюд к новому вину: луковый пирог, съедобные каштаны.

## Распространение и название
Напиток распространён в Германии (юго-запад, Пфальц, Франкония), Люксембурге, Австрии, Швейцарии, Италии (Южный Тироль), Сербии, Чехии и Словакии.
В разных регионах может называться по-разному, в первую очередь — «новое вино»: нем. Neuer Wein, итал. Vino Nuovo. Прочие названия нового вина: нем. Federweißer, чеш. Burčák, словац. Burčiak, Bitzler, Staubiger, Krätzer, Neuer Süßer, Neuer («Nuier»), Sauser, Suser. Иногда, на ранних стадиях брожения, это вино называют Bremser или Sturm.

## Фотогалерея

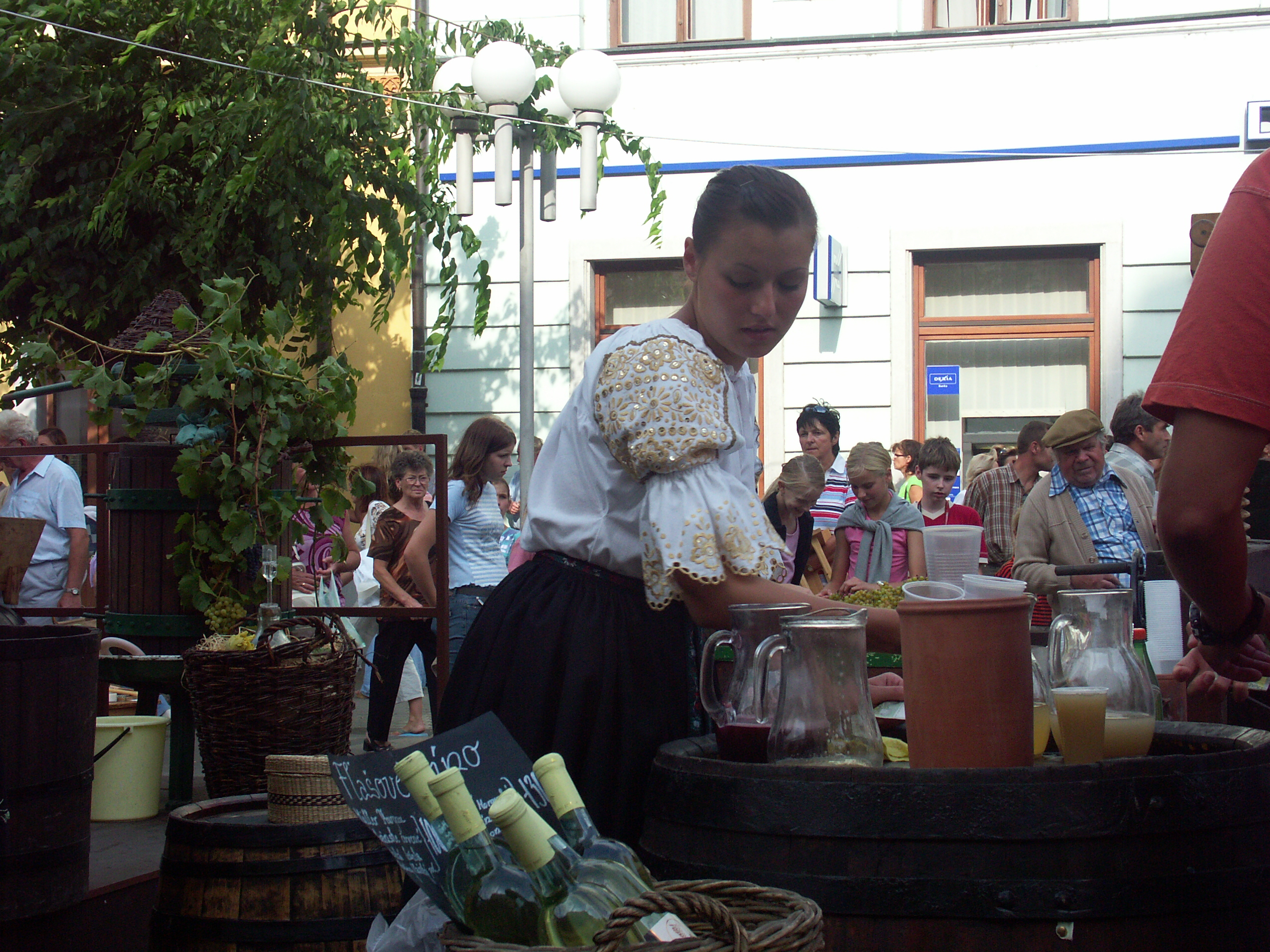
Продажа нового вина на Трнавской ярмарке, Словакия
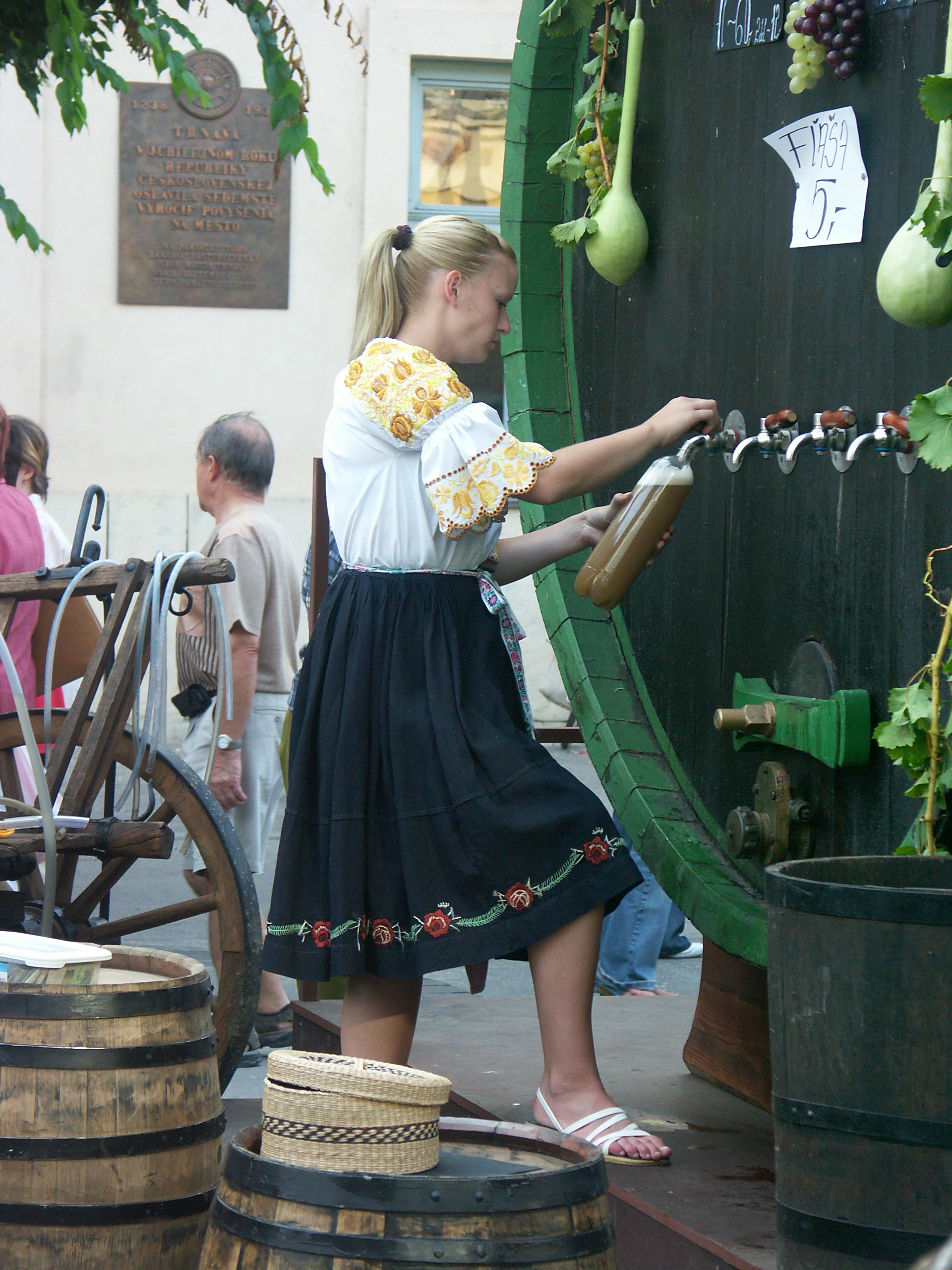
Бочка с новым вином, Трнава, Словакия
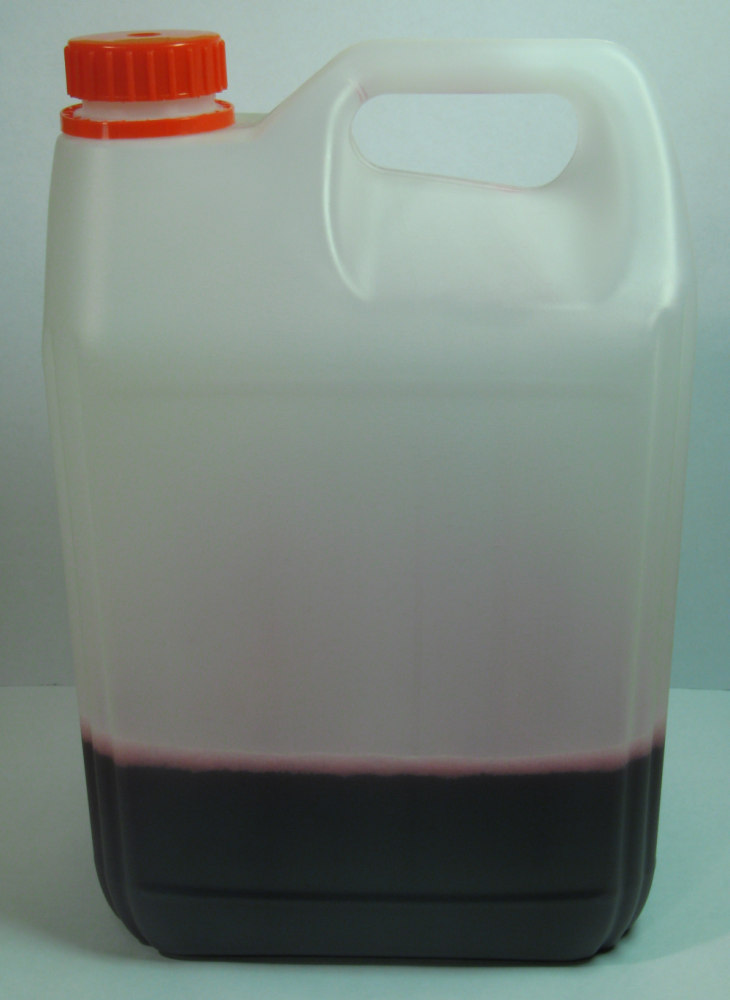
Пластиковая канистра с красным новым вином, Германия, 2007